# Alfred Lomnitz
Alfred (Abraham) Lomnitz (* 30. September 1892 in Eschwege; † 1953 in London) war ein deutscher Maler, Grafiker und Designer jüdischer Konfession, später Exilkünstler in England. Er wird den Künstlern der Verschollenen Generation zugerechnet. Sein zweiter Vorname deutet seine Zugehörigkeit zur jüdischen Gemeinde an.

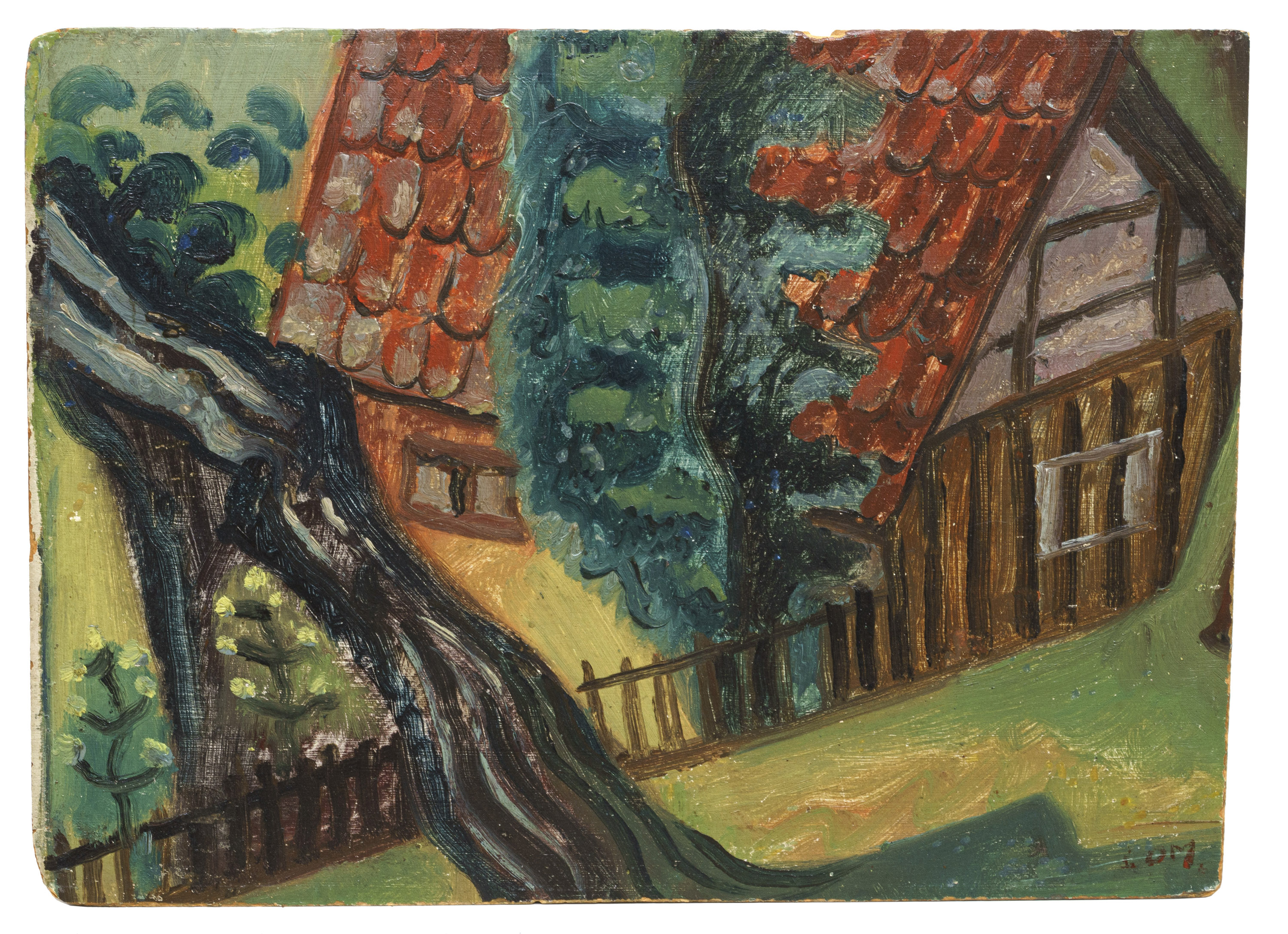
Bauernhaus hinter Bäumen (um 1920)

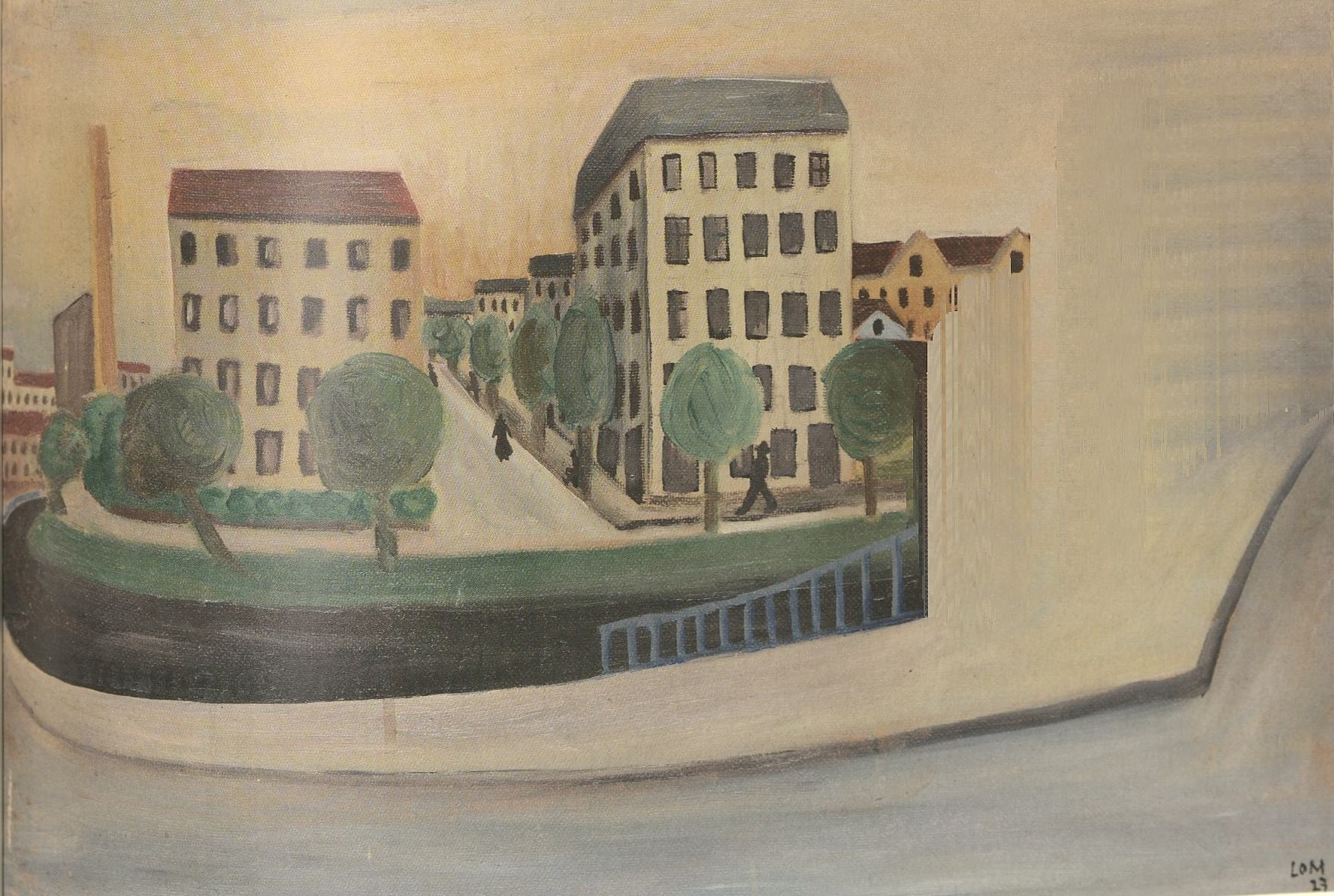
Stadtlandschaft (1923)

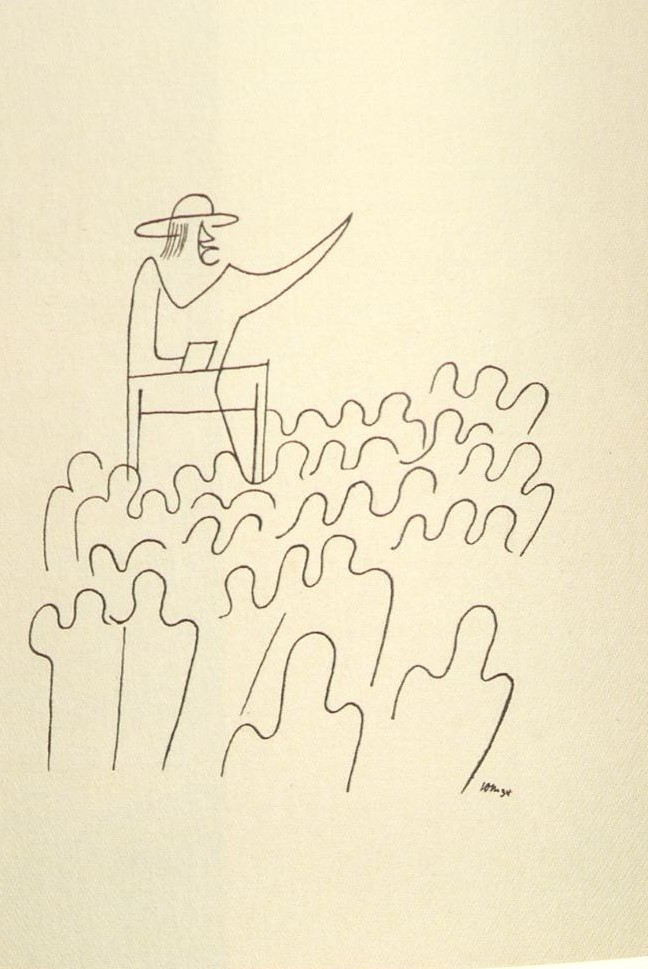
Volksredner (1934) (Speakers’ Corner?)

## Ausbildung
Lomnitz besuchte die Volksschule und die Friedrich-Wilhelm Realschule in Eschwege. Sein Berufswunsch Grafiker und Maler überraschte niemanden in seiner Familie, da schon mehrere Maler, Dichter und Autoren aus ihr stammten. Am 14. September 1909 verließ Lomnitz Eschwege und zog nach Kassel. Dort machte er wahrscheinlich ein Praktikum für seinen späteren Beruf.
Von Oktober 1910 bis Oktober 1912 besuchte er in Weimar die Großherzoglich-Sächsische Kunstgewerbeschule. Er war ein Schüler von Professor Henry van de Velde, wurde aber stark von Paul Klee beeinflusst, der ebenfalls dort lehrte. Danach kehrte er noch einmal nach Kassel zurück und meldete sich am 9. Oktober 1912 nach Berlin ab. Dort bildete er sich weiter. Als er zum Kriegsdienst eingezogen wurde, bezeichnete er sich schon als Kunstmaler. Nach dem Ersten Weltkrieg war er für einige Zeit wieder in Eschwege.
1919 hatte Lomnitz in der Berliner Galerie Neumann seine erste eigene Ausstellung unter dem Titel: Holzschnitte von Alfred Lomnitz, die Werke waren vorwiegend mit LOM signiert. Für die Zeit bis 1923 liegen keine Unterlagen über seinen weiteren Werdegang und Aufenthaltsort vor.

## Lomnitz in Berlin
1923 heiratete Lomnitz in Berlin. In drei Stadtteilen betrieb er die Studios Litz für Malerei, Grafik und Design. Neben seiner eigentlichen Arbeit als Maler und Grafiker entwarf er Verkaufsautomaten für Kaffee und belegte Brote. Trotz der damals schlechten wirtschaftlichen Lage unternahm Lomnitz Studienreisen nach Paris, Ascona und an den Lago Maggiore. 1926 stellte er wieder in der Galerie Neumann (jetzt Neumann-Nierendorf) aus, bei der auch Max Beckmann, Marc Chagall, Otto Dix, Paul Klee, Oskar Kokoschka und andere weltbekannte Künstler angeboten wurden. Viele dieser Maler kannte Lomnitz persönlich durch seine Ausstellungen in der Freien Secession und in der Novembergruppe.

## Lomnitz in England
Lomnitz erkannte schon früh die Gefahren, die von der nationalsozialistischen Regierung ausgingen, und emigrierte 1933 nach England. Unbelegt bleiben dagegen seine eigenen Angaben, dass er schon vorher einige Jahre in Paris im Exil verbracht habe. In London arbeitete er zunächst als freischaffender Grafiker und hatte 1934 eine Ausstellung seiner Werke in der Galerie Ryman in Oxford. Er arbeitete als Grafiker und Schaufenstergestalter für bekannte Firmen wie Lyons Tea, Brodericks, Simpsons, Wolesley und schließlich auch als Werbemanager für Swears and Wells.
1937 wurden in der Nazi-Aktion „Entartete Kunst“ aus dem Museum für Kunst und Heimatgeschichte Erfurt und den Kunstsammlungen der Universität Göttingen mit der Zeitschrift Die Schaffenden, II. Jahrgang, 2. Mappe sein Original-Holzschnitt Szene zu Dostojewskis Novelle „Herr Prochartsdin“ (26 × 35,3 cm, 1919) beschlagnahmt und vernichtet.
Da Lomnitz deutscher Staatsbürger war, wurde er 1940 oder 1941, die Angaben sind unterschiedlich, in dem Liverpooler Vorort Huyton interniert. Aus dieser Zeit stammen etliche Skizzen zum Lagerleben und sein Buch Never mind Mr.Lom! or The use of Adversity. (Das macht nichts, Mr. Lom! oder Glück im Unglück), das 1941 in London erschien.
Nach dem Krieg kehrte Alfred Lomnitz nicht mehr nach Deutschland zurück. In seinen letzten Lebensjahren litt er stark unter der Parkinson’schen Krankheit, was sich auch in seinen Bildern und Arbeiten zeigte. Alfred Lomnitz starb 1953 in London, ein genaues Todesdatum ist (auch der Familie) nicht bekannt.
Alfred Lomnitz war Mitglied in verschiedenen Künstlergruppen:
- Die Schaffenden, Weimar
- Novembergruppe, Berlin
- Deutscher Künstlerbund
- Reichsverband bildender Künstler Deutschlands, Berlin

## Werke (Auswahl)
- Mädchen hinter Stacheldraht (Aquarell, 36,5 × 27 cm, ca. 1940; Ben Uri Galerie und Museum London)[2]

## Ausstellungen
Von 1919 bis 1934 beteiligte sich Lomnitz an verschiedenen Ausstellungen:
- 1919 Berlin: Ausstellung in der Galerie Neumann, Holzschnitte
- 1920 Berlin: Freie Sezession (1 Bild)
- 1921 Berlin: GKB Große Berliner Kunstausstellung, Abteilung Novembergruppe (2 Werke)
- 1922 Berlin: GKB (7 Federzeichnungen)
- 1926 Berlin: Galerie Neumann-Nierendorf, Kollektivausstellung
- 1929 Berlin: JKB Juryfreie Kunstschau Berlin (1 Gemälde)
- 1930 Berlin: GKB (2 Werke, Im Café und Der Geiger)
- 1931 Berlin: GKB (3 Werke, Unordnung, Den Berg hinauf und Der Bauer im Süden)
- 1931 Berlin: Novembergruppe (2 Werke)
- 1934 Oxford: Galerie Ryman, Katalog: Gouache and monochrome drawings mit Vorwort von Alfred Lomnitz.

## Posthume Ausstellungen
- 1954 London: Gedächtnisausstellung bei Ben Uri Art Society
- 1970 Berlin: Galerie Nierendorf. Die zwanziger Jahre, Deutsche Kunst von 1914 bis 1923 mit Abbildungen von Werken des A.Lomnitz
- 1971 Esslingen
- 1973 Esslingen
- 1984 Leipzig: Museum der bildenden Künste Leipzig. Katalog: Die Schaffenden Thema-Stil-Gestalt 1917–1932
- 1986 Berlin
- 1986 Oberhausen
- 1986 Wien
- 1986 West Hampstead / John Denham Gallery: Alfred Lomnitz, Paintings-Drawings-Prints
- 1986 London: Camden Arts Centre und Goethe Institut: Art in Exile in Great Britain 1933–45
- 1990 London
- 1993/94 Berlin: Galerie Bodo Niemann, Novembergruppe
- 1999/2000 Altenburg/Thüringen
- 2000 Dinslaken Galerie Kompromißlos Kunst im Exil, Alfred Lomnitz und andere Künstler

Werke von Alfred Lomnitz befinden sich in der Galerie des British Museum in London, dem Museum of modern Art in New York und in der Universität von Leeds. In der Literatur erscheinen immer wieder Bilder mit der Angabe Walter Lomnitz, Alfred Walter Lomnitz und Walther Lomnitz. Dies war aber der Name seines älteren Bruders, der Kaufmann in Eschwege war und nie gemalt hat. Laut Mitteilung des Thüringischen Hauptstaatsarchivs ist in Weimar kein zweiter Künstler mit dem Familiennamen Lomnitz bekannt.

## Patente
Alfred Lomnitz arbeitete nicht nur als Künstler, er konstruierte auch wie weiter oben schon erwähnt, Verkaufsautomaten, Vorrichtungen zur Warenpräsentation und einen Wendekreisel. Für diese Arbeiten erhielt er sowohl deutsche als auch englische Patente.
- DRP 543258 vom 14. Januar 1932, und Englisches Patent 367.735 vom 25. Februar 1935, für eine Vorrichtung zum Vorführen von Waren, mit vier Drehtellern und einem Paternoster.
- DRP 599195 vom 17. Juni 1934 für einen Verkaufsautomaten zum Aussuchen der Waren
- DRP 613285 vom 18. April 1935 und Englisches Patent 442.452 vom 10. Februar 1936 für einen Wendekreisel für Spielzwecke.

## Publikationen (Auswahl)
- Alfred Lomnitz: Never mind, Mr. Lom! or the use of adversity / Alfred Lomnitz: With ill. by the Autor. Macmillan, London 1941.